# Понор (Софийска област)
Вижте пояснителната страница за други значения на Понор.
Понор е село в Западна България. То се намира в Община Костинброд, Софийска област, на 30 км от София, по пътя за Петрохан. За селото има отбивка на запад преди Беледие хан.

## География
Село Понор е разположено в Понор планина, на южния склон на Западна Стара планина в полупланински карстов район.

## История
Селото възниква по време на Османското владичество, като населението предимно е от семейства на хайдути, които се опитват да избягат от турците. В селото е имало килийно училище, което е просъществувало до края на 19 век. Училището е основано през 1894 г. в една от празните къщи на селото. Даскал е Йоцо Антов Владовски. Учениците са около 40-50 деца, предимно I отделение.На следващата година училището се мести в манастира Св. Георги.

## Религии
Край селото има руини от православен манастир Св. Георги от времето на османската власт. Снимки вж. тук: .

## Културни и природни забележителности
Под селото има огромна плетеница от пещери, която свързва селата Понор, Чибаовци и Дръмша.